# Сезон ФК «Карпати» (Львів) 1995—1996
| «Карпати» (Львів) у сезоні 1995—1996 | «Карпати» (Львів) у сезоні 1995—1996 |
| ------------------------------------ | ------------------------------------ |
| Ліга                                 | Вища ліга                            |
| Місце в лізі                         | 8-е                                  |
| Раунд у Кубку                        | 1/8 фіналу                           |
| Головний тренер                      | Володимир Журавчак                   |
| Тренери                              |                                      |
| Президент                            | Роман Гірник                         |
| Стадіон                              | «Україна» (Львів)                    |
| Капітан                              | Олександр Чижевський                 |
| Найбільше матчів у лізі              | Любомир Вовчук — 33                  |
| Найкращий бомбардир у лізі           | Андрій Покладок — 13                 |

Сезон «Карпат» (Львів) 1995—1996 — двадцять восьмий сезон «Карпат» (Львів). У вищій лізі чемпіонату України команда посіла 8-е місце серед 18 команд. У Кубку України дійшла до 1/8 фіналу.

## Чемпіонат
| Місце | Клуб                             | «Карпати» — клуб | «Карпати» — клуб | І  | В  | Н  | П  | М     | О  |
| Місце | Клуб                             | удома            | у гостях         | І  | В  | Н  | П  | М     | О  |
| ----- | -------------------------------- | ---------------- | ---------------- | -- | -- | -- | -- | ----- | -- |
|       | «Динамо» (Київ)                  | 1:1              | 0:2              | 34 | 24 | 7  | 3  | 65-17 | 79 |
|       | «Чорноморець» (Одеса)            | 3:2              | 0:1              | 34 | 22 | 7  | 5  | 56-25 | 73 |
|       | «Дніпро» (Дніпропетровськ)       | 2:1              | 0:3              | 34 | 19 | 6  | 9  | 65-34 | 63 |
| 4     | «ЦСКА-Борисфен» (Київ)           | 1:1              | 1:2              | 34 | 15 | 11 | 8  | 47-27 | 56 |
| 5     | «Металург» (Запоріжжя)           | 1:0              | 1:1              | 34 | 16 | 4  | 14 | 49-42 | 52 |
| 6     | «Зірка НІБАС» (Кіровоград)       | 2:0              | 1:1              | 34 | 14 | 8  | 12 | 37-33 | 50 |
| 7     | «Торпедо» (Запоріжжя)            | 1:2              | 1:1              | 34 | 15 | 3  | 16 | 40-46 | 48 |
| 8     | «Карпати» (Львів)                |                  |                  | 34 | 12 | 10 | 12 | 39-39 | 46 |
| 9     | «Кремінь» (Кременчук)            | 2:0              | 1:6              | 34 | 14 | 4  | 16 | 46-56 | 46 |
| 10    | «Шахтар» (Донецьк)               | 1:0              | 0:2              | 34 | 13 | 6  | 15 | 44-43 | 45 |
| 11    | «Прикарпаття» (Івано-Франківськ) | 0:0              | 0:1              | 34 | 12 | 8  | 14 | 49-49 | 44 |
| 12    | «Таврія» (Сімферополь)           | 1:1              | 0:2              | 34 | 12 | 8  | 14 | 46-46 | 44 |
| 13    | «Нива» (Тернопіль)               | 3:0              | 0:1              | 34 | 13 | 3  | 18 | 37-42 | 42 |
| 14    | «Кривбас» (Кривий Ріг)           | 2:2              | 3:1              | 34 | 11 | 9  | 14 | 43-52 | 42 |
| 15    | «Нива» (Вінниця)                 | 3:0              | 0:0              | 34 | 11 | 7  | 16 | 28-36 | 40 |
| 16    | СК «Миколаїв»                    | 3:0              | 0:0              | 34 | 10 | 8  | 16 | 37-53 | 38 |
| 17    | «Волинь» (Луцьк)                 | 2:1              | 0:1              | 34 | 9  | 7  | 18 | 34-58 | 34 |
| 18    | «Зоря-МАЛС» (Луганськ)           | 2:1              | 1:1              | 34 | 4  | 4  | 26 | 16-80 | 16 |

### Статистика гравців
У чемпіонаті за клуб виступали 25 гравців:
| Футболіст                        | Дата народження   | Ігри     | Голи     |          |          |
| Воротарі                         | Воротарі          | Воротарі | Воротарі | Воротарі | Воротарі |
| -------------------------------- | ----------------- | -------- | -------- | -------- | -------- |
| Расулов Ельхан Афсар-огли        | 25 березня 1960   | 23       | 27п      |          |          |
| Стронціцький Богдан Едуардович   | 13 січня 1968     | 12       | 12п      |          |          |
| Захисники                        |                   |          |          |          |          |
| Василитчук Андрій Миколайович    | 13 липня 1965     | 3        | 0        |          |          |
| Гурка Михайло Петрович           | 21 листопада 1975 | 1        | 0        |          |          |
| Мокрицький Юрій Ярославович      | 16 жовтня 1970    | 30       | 1        |          |          |
| Панчишин Іван Миколайович        | 15 червня 1961    | 31       | 1        |          |          |
| Павлюх Іван Богданович           | 12 серпня 1976    | 32       | 0        |          |          |
| Чижевський Олександр Арсенійович | 27 травня 1971    | 32       | 0        |          |          |
| Півзахисники                     |                   |          |          |          |          |
| Бондарчук Василь Васильович      | 12 січня 1965     | 5        | 0        |          |          |
| Вовчук Любомир Євгенович         | 26 серпня 1969    | 33       | 4        |          |          |
| Гнатів Роман Михайлович          | 1 листопада 1973  | 27       | 3        |          |          |
| Грінер Андрій Михайлович         | 25 червня 1973    | 3        | 0        |          |          |
| Зуб Роман Іванович               | 16 лютого 1967    | 19       | 1        |          |          |
| Назаров Євгеній Миколайович      | 23 січня 1972     | 4        | 0        |          |          |
| Петрик Анатолій Степанович       | 7 грудня 1963     | 29       | 0        |          |          |
| Пронін Сергій Васильович         | 14 січня 1972     | 5        | 0        |          |          |
| Сапуга Андрій Михайлович         | 4 жовтня 1976     | 29       | 2        |          |          |
| Шулятицький Андрій Тарасович     | 8 червня 1969     | 12       | 1        |          |          |
| Шумський Віталій Іванович        | 17 травня 1972    | 27       | 1        |          |          |
| Нападники                        |                   |          |          |          |          |
| Єфіменко Вячеслав Миколайович    | 3 серпня 1974     | 11       | 1        |          |          |
| Борисенко Анатолій Анатолійович  | 29 жовтня 1968    | 3        | 0        |          |          |
| Голубка Петро Михайлович         | 28 серпня 1972    | 2        | 0        |          |          |
| Колесник Вадим Леонідович        | 12 березня 1967   | 29       | 7        |          |          |
| Маковей Ігор Юрійович            | 4 вересня 1976    | 23       | 4        |          |          |
| Покладок Андрій Ярославович      | 21 червня 1971    | 24       | 13       |          |          |

## Кубок України
| Етап | Дата              | Господар                   | Рахунок | Гість             |
| ---- | ----------------- | -------------------------- | ------- | ----------------- |
| 1/16 | 3 березня 1996    | «Нива» (Миронівка)         | 3:4     | «Карпати» (Львів) |
| 1/8  | 22 листопада 1996 | «Дніпро» (Дніпропетровськ) | 4:1     | «Карпати» (Львів) |